# Алексеевка (Кормиловский район)
Алексеевка — село в Кормиловском районе Омской области России. Административный центр Алексеевского сельского поселения.

## История
Основано в 1911 г. В 1928 г. деревня Алексеевка состояла из 73 хозяйств, основное население — украинцы. Центр Алексеевского сельсовета Корниловского района Омского округа Сибирского края.

## Население
| 2010 |
| ---- |
| 1159 |